# Barataria (jednostka osadnicza)
Barataria – jednostka osadnicza w Stanach Zjednoczonych, w stanie Luizjana, w parafii Jefferson.